# Radioaktivita

Mezinárodní výstražný symbol, označující radioaktivní materiál.

Nový doplňkový výstražný symbol ionizujícího záření schválený dne 15. února 2007 Mezinárodní agenturou pro atomovou energii (IAEA) a Mezinárodní organizací pro normalizaci (ISO). Klasický žluto-černý symbol radioaktivity nahrazuje jen v určitých případech.

Radioaktivita neboli radioaktivní přeměna (nepřesně radioaktivní rozpad) je jev, při němž dochází k vnitřní přeměně složení nebo energetického stavu atomových jader, přičemž je zpravidla emitováno vysokoenergetické ionizující záření.
K radioaktivní přeměně může docházet spontánním štěpením u nestabilních radionuklidů nebo jadernou reakcí při kolizi s jinou částicí. Může se jednat o štěpnou reakci, při které se jádro po dopadu subatomární částice rozpadne na jádra lehčích prvků, nebo o jadernou fúzi, při které dochází naopak ke slučování lehčích jader.
Změní-li se počet protonů v jádře, dojde ke změně prvku.
Radioaktivitu objevil v roce 1896 Henri Becquerel u solí uranu. K objasnění podstaty radioaktivity zásadním způsobem přispěli francouzský fyzik Pierre Curie a Marie Curie-Skłodowská polského původu.

## Přirozená a umělá radioaktivita
Radioaktivita se rozděluje na  přirozenou a umělou.

### Přirozená radioaktivita
Přirozená radioaktivita je důsledkem samovolné přeměny atomového jádra. Přirozeně radioaktivních je mnoho látek v přírodě (takové látky se pak označují jako radioaktivní látky), včetně tkání živých organismů.

### Umělá radioaktivita
Umělou radioaktivitu získají prvky transmutací, vlivem řetězové reakce nebo působením urychlených částic. Umělá radioaktivita je tedy podmíněna přeměnou jádra, která je způsobena vnějším vlivem, například při ostřelování částicemi alfa se jádra mohou dále samovolně přeměňovat, tedy vykazují radioaktivitu. Takováto jádra v přírodě běžně neexistují, ale byla vytvořena uměle. Zákonitosti přeměny těchto uměle vytvořených jader jsou shodné se zákony popisujícími přeměny přirozeně radioaktivních jader. Poněvadž však ke vzniku těchto jader byl nutný vnější umělý zásah, hovoří se o umělé radioaktivitě.
Jev umělé radioaktivity lze demonstrovat na následujícím příkladu. Vložení radioaktivního izotopu polonia {\displaystyle {}_{84}^{210}\mathrm {Po} } do hliníkové nádoby vede ke vzniku pronikavého záření, které vychází z nádoby, a které neustává ani po odstranění polonia z nádoby. Hliníková nádoba se tedy působením radioaktivního polonia sama stala (uměle) radioaktivní.
Polonium {\displaystyle {}_{84}^{210}\mathrm {Po} } je totiž přirozeně radioaktivní, přičemž při své přeměně vyzařuje částice α, které přeměňují hliník na izotop fosforu
{\displaystyle {}_{84}^{210}\mathrm {Po} \,\to \,{}_{82}^{206}\mathrm {Pb} +{}_{2}^{4}\alpha },
{\displaystyle {}_{13}^{27}\mathrm {Al} +{}_{2}^{4}\alpha \,\to \,{}_{15}^{30}\mathrm {P} +n},
kde {\displaystyle n} označuje neutron.
Izotop fosforu {\displaystyle {}_{15}^{30}\mathrm {P} } je však nestabilní s poločasem přeměny {\displaystyle T\approx 135,5\,{\mbox{s}}}. Prostřednictvím kladné přeměny beta přechází na stabilní křemík, tedy
{\displaystyle {}_{15}^{30}\mathrm {P} \,\to \,{}_{14}^{30}\mathrm {Si} +e^{+}+\nu },
kde {\displaystyle e^{+}} je vyzářený pozitron a {\displaystyle \nu } představuje neutrino.
Umělou radioaktivitu poprvé pozorovali manželé Joliot-Curie v prosinci 1933. Omylem zapomenutá hliníková fólie po pokusech s pozitrony zůstala u čítače paprsků. Na něm se později objevil nezvykle vysoký počet záznamů. Při pátrání po příčině se podařilo objevit výše zmíněnou reakci a chemicky ji dokázat. Za svůj objev byli oba objevitelé oceněni Nobelovou cenou.

## Zákon radioaktivní přeměny
Vlastnosti radioaktivní přeměny lze zkoumat pomocí statistických metod.
Předpokládejme, že za časový interval {\displaystyle \mathrm {d} t} dojde k přeměně {\displaystyle \mathrm {d} n} atomů radioaktivní látky. Počet přeměněných atomů {\displaystyle \mathrm {d} n} je úměrný počtu částic v daném časovém okamžiku, který se označí {\displaystyle n}. Tuto úměru lze vyjádřit vztahem
{\displaystyle -\mathrm {d} n=\lambda n\mathrm {d} t},
kde {\displaystyle \lambda } je přeměnová konstanta, která charakterizuje předpokládanou rychlost přeměny radionuklidu. Znaménko – souvisí s tím, že s rostoucím časem dochází k poklesu okamžitého počtu částic.
Integrací předchozího vztahu je možné počet částic v čase {\displaystyle t} vyjádřit jako
{\displaystyle n=n_{0}\mathrm {e} ^{-\lambda t}},
kde {\displaystyle n_{0}} představuje počet částic v čase {\displaystyle t=0}. Tento vztah se označuje jako zákon radioaktivní přeměny.
Pro praktické využití je vhodnější využít úměry mezi počtem částic a jejich celkovou hmotností, hmotností radioaktivního vzorku {\displaystyle m}. Předchozí vztah pak lze přepsat ve tvaru
{\displaystyle m=m_{0}\mathrm {e} ^{-\lambda t}},
kde {\displaystyle m_{0}} je počáteční hmotnost radioaktivního vzorku a {\displaystyle m} je jeho hmotnost v čase {\displaystyle t}.

### Poločas přeměny
Doba, za kterou dojde k rozpadu poloviny z původního počtu atomů radionuklidu, se označuje jako poločas přeměny {\displaystyle T}. Počet částic po uplynutí této doby je {\displaystyle n={\frac {n_{0}}{2}}}, čímž vznikne pro poločas přeměny vztah
{\displaystyle T={\frac {\ln {2}}{\lambda }}\approx 0,693\cdot \lambda ^{-1}}

### Střední doba života
Další veličinou charakterizující radioaktivní přeměnu je střední doba života {\displaystyle \tau }, což je čas, po němž klesne původní počet atomových jader {\displaystyle n_{0}} na hodnotu {\displaystyle n={\frac {n_{0}}{\mathrm {e} }}}. Střední doba života má hodnotu
{\displaystyle \tau ={\frac {1}{\lambda }}={\frac {T}{\ln {2}}}}

### Aktivita (radioaktivita)
Rychlost radioaktivní přeměny charakterizuje fyzikální veličina aktivita (radioaktivita) {\displaystyle A}, která se definuje vztahem
{\displaystyle A=\left|{\frac {\mathrm {d} n}{\mathrm {d} t}}\right|}
Dosazením z předchozích vztahů dostaneme
{\displaystyle A=\lambda n=\lambda n_{0}\mathrm {e} ^{-\lambda t}=A_{0}\mathrm {e} ^{-\lambda t}},
kde {\displaystyle A_{0}} označuje aktivitu v počátečním čase a {\displaystyle A} je aktivita v čase {\displaystyle t}. Aktivita, tedy rychlost rozpadu, klesá s časem.
Jednotkou aktivity je becquerel (Bq), případně curie (Ci).

## Druhy vznikajícího záření
Záření, které při radioaktivní přeměně vzniká, je zpravidla tří druhů:
- záření alfa je proud jader helia (částic alfa) a nese kladný elektrický náboj, má nejkratší dosah (lze ho zastavit např. i listem papíru).

- Záření β je proud specificky nabitých elektronů/pozitronů. Rozlišuje se záření β− (elektrony) a β+ (kladně nabité pozitrony), lze ho odstínit 1 cm plexiskla nebo 1 mm olova, avšak při stínění urychlených elektronů těžkým materiálem (kovy) vzniká brzdné rentgenové záření.

- Záření γ je elektromagnetické záření vysoké frekvence, tedy proud velmi energetických fotonů. Nemá elektrický náboj, a proto nereaguje na elektrické pole. Jeho pronikavost je velmi vysoká, pro odstínění se používají velmi tlusté štíty z kovů velké hustoty (např. olova) a nebo slitin kovů velké hustoty. Platí, že čím větší hustota a tloušťka štítu, tím více je záření odstíněno.

- Kromě těchto částic mohou při radioaktivních přeměnách, zejména některých uměle připravených nuklidů, být emitovány neutrony nebo protony (jednotlivě nebo ve dvojici[pozn. 3]). Proud elektricky neutrálních neutronů[pozn. 4] pohltí např. materiály bohaté na vodík (tlustá vrstva vody, uhlovodíky jako ethylen, parafín či organické plasty), bor (karbid boru, voda s kyselinou boritou), nebo tlustá vrstva betonu. Proud protonů má pronikavost mezi zářením alfa a beta.

- Radioaktivní přeměna beta je také doprovázena emisí neutrina či antineutrina. Tyto částice interagují pouze slabě (nezahrnují se do ionizujícího záření) a nelze je v pozemských podmínkách prakticky odstínit.

- Některé uměle připravené nuklidy se přeměňují spontánním štěpením (zpravidla doprovázeným emisí jednoho či více neutronů) nebo emisí „klastru“ nukleonů, např. jádra uhlíku-14 či neonu-24 (tyto přeměny již byly pozorovány u více než 20 nuklidů s emisí klastru více než 10 různých druhů). Odštěpky i klastry mají velmi silnou ionizační schopnost, a proto nižší pronikavost než záření alfa.

## Rozpadové řady
Kvantová mechanika umožňuje pro každý izotop spočítat pravděpodobnost, že jádro se v daném časovém intervalu přemění. Pro větší množství látky z toho lze určit poločas přeměny, kterým se charakterizuje rychlost přeměny. Udává, za jak dlouho se přemění právě polovina jader ve vzorku. U těžkých prvků jsou produkty rozpadu rovněž nestabilní a přeměňují se dále. Tento proces popisuje přeměnová rozpadová řada.

## Zajímavosti
- Radioaktivní přeměna poskytla první důkaz toho, že zákony řídící subatomový svět mají ryze stochastický charakter.
- Neexistuje vůbec žádný způsob, jak předpovědět, jestli dané jádro ze vzorku bude tím, které se přemění v následující sekundě. U všech jader je tato pravděpodobnost stejná bez jakéhokoliv ohledu na jejich minulost. Tedy např. pravděpodobnost rozpadu právě vzniklého jádra uranu je zcela stejná jako pravděpodobnost rozpadu jádra uranu z přírodní směsi, vzniklého před miliardami let a staršího než planeta Země. Tato skutečnost se někdy přirovnává k hypotetické situaci, kdy by lidé neumírali stářím a jejich smrt by byla způsobována pouze nešťastnými (tj. náhodnými) událostmi.